# Solpugisticella kenyae
Solpugisticella kenyae är en spindeldjursart som beskrevs av Frank Archibald Sinclair Turk 1960. Solpugisticella kenyae ingår i släktet Solpugisticella och familjen Solpugidae. Inga underarter finns listade i Catalogue of Life.